# Puig de l'Orri (Mentet)
El Puig de l'Orri és una muntanya de 2.031,5 metres que fa de límit dels termes comunals de Mentet i de Nyer, tots dos de la comarca del Conflent, a la Catalunya del Nord.
Es troba a la zona nord-occidental del terme de Mentet i al sud-est del de Pi de Conflent.